# Nikola Žižić (cestista 1994)
Nikola Žižić (in montenegrino никола Жижић; Nikšić, 17 febbraio 1994) è un cestista montenegrino.

## Palmarès
- Coppa del Montenegro: 1

Sutjeska: 2013